# Autonomní kraje v Číně

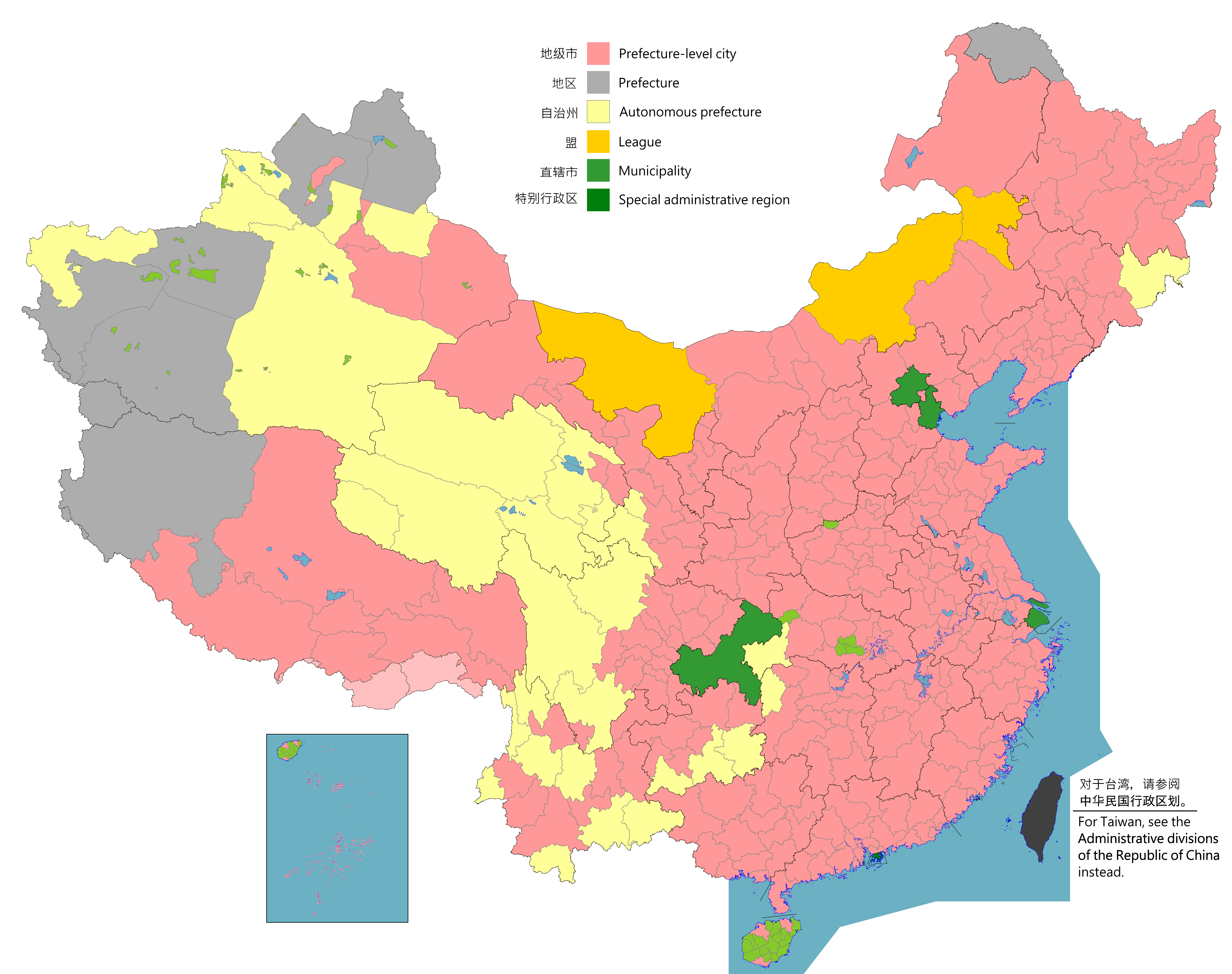
Dělení Čínské lidové republiky na prefekturní úrovni:
Městské prefektury
Autonomní kraje
Prefektury
Ajmagy
Celky na nižší nebo vyšší úrovni:
Celky na nižší než prefekturní úrovni
Přímo spravovaná města
Subprovinční města}

Autonomní kraj (čínsky v českém přepisu c’-č’-čou, pchin-jinem zīzhìzhōu, znaky 自治州) v Čínské lidové republice je územně-správní celek, který v systému členění Čínské lidové republiky patří mezi správní jednotky druhé (neboli prefekturní) úrovně, vedle městských prefektur, prefektur a ajmagů. Existují v regionech s významným podílem národnostních menšin, jméno nejpočetnější („titulní“) menšinové národnosti je součástí názvu autonomního kraje.
Jako ostatní celky na prefekturní úrovni i autonomní kraje jsou součástí provincií a člení se na okresy, městské obvody, městské okresy, nebo autonomní okresy. Výjimkou je Kazašský autonomní kraj Ili, jehož součástí jsou i dvě prefektury.
V názvu autonomních krajů je použit termín čou (州, kraj), používaný pro různé správní oblasti od mytických dob do počátku 20. století.